# Dream a Little Dream of Me
«Dream a Little Dream of Me» es una canción atribuida a Fabian Andre y Wilbur Schwandt. La letra fue escrita por Gus Kahn.

## Historia
Fue grabado por Wayne King y su orquesta, cantada por Ernie Birchill el 8 de febrero de 1931 y publicada por Victor Records, catalogada con el número 22643. Fue un éxito top 20 oír Frankie Laine en 1950. Después fue notablemente cantada por Doris Day (quien, en 1957, fue la primera cantante que la grabó en el tiempo lento en la que fue compuesta), Louis Armstrong y Ella Fitzgerald. Posiblemente la interpretación más  conocida es la que hizo The Mamas & the Papas. Publicada en 1968, vendió un millón de copias. El cantante inglés Robbie Williams realizó una versión en 2013 junto a Lily Allen; en el video musical, realiza una presentación navideña con el estilo de los 60's-70's en honor al programa The Dean Martin Show.

## Otras grabaciones notables
- Ozzie Nelson y su orquesta grabaron la canción con Ozzie de cantante, el 16 de febrero de 1931. Fue publicada por Brunswick Records catalogada con el número 6060.
- Grabada por the Nat King Cole Trio en Nueva York el 28 de octubre de 1947.
- Dinah Shore grabó una versión de la canción en los años 1950, apareciendo en su álbum Love Songs Sung By Dinah Shore.
- Grabada por Louis Armstrong y Ella Fitzgerald en Nueva York el 25 de agosto de 1950 y publicada como Decca 27209.
- Bing Crosby grabó la canción en 1957 para su álbum Bing With A Beat.
- Probablemente la más famosa interpretación sea la realizada por Cass Elliot de The Mamas & the Papas, en 1968. El sencillo fue acreditado a "Mama Cass with the Mamas & the Papas," aunque es generalmente considerado el inicio de su carrera en solitario.
- Grabada por la cantante británica Anita Harris. Alcanzó el puesto #33 en las listas del Reino Unido.
- Cantada en italiano por la cantante francesa Sylvie Vartan como Nostalgia, en 1969.
- Fue el tema principal de la película de 1989 Dream a Little Dream. La película mostraba dos versiones: un solo cantado por Mickey Thomas, y lun dueto con Mickey Thomas y Mel Tormé.
- La cantante francesa Enzo Enzo hizo una versión francesa ("Les yeux ouverts") en su álbum de 1990 "Enzo Enzo".
- La cantante noruega Sissel Kyrkjebø cantó una versión incluida en su álbum de 1991 Gift of Love.
- Fue grabada al estilo de The Mamas & the Papas por Terry Hall y Salad por The Help Album en 1995 incluida en su álbum Començar de zero.
- Fue versionada por Chicago en su 1995 release of Night and Day Big Band. La canción fue grabada con Jade en el coro y Paul Shaffer al piano.
- La cantante catalana Nina hizo una versión en catalán titulada Quan somniïs fes-ho en mi en 1995.
- Cantada por la cantante checa Lucie Bílá como "Hvězdy jako hvězdy" (Estrellas como estrellas) que fue también el nombre de su álbum de 1998.
- Candye Kane, versionó esta canción en su álbum de 1998 Swango.
- Fue versionada por el grupo británico The Beautiful South y se encuentra en Solid Bronze (2001) y la versión de Estados Unidos de Carry On up the Charts (1995). También hicieron una versión en francés para la película French Kiss. Fue reutilizada en la película The Devil Wears Prada.
- Cantada por Michael Bublé en su álbum de 2005 It's Time.
- La canción aparece en el álbum Angels & Thieves por Dala (Sheila Carabine y Amanda Walther), grabada en 2005. Es acreditada a Andre, Khan y Schwandt.
- Grabada por Anne Murray en su álbum del 2004/2005 I'll Be Seeing You / All of Me (Voy a verte / Todo de mí).
- La canción fue realizada por Pete Doherty y Carl Barat como una pieza de fiesta durante la primera iteración de The Libertines. Más recientemente la han realizado en el Hacney Empire el 8 de abril de 2007, durante una sorprendente reunión show del dúo.
- La canción fue realizada por la actriz egipcia Youssra en la película The Yacoubian BuildingT(El edificio Yacobián)
- Cantada por Bobbi Eakes el 14 de junio de 2007 para All My Children (Todos mis niños) de ABC'.
- Grabada por Claw Boys Claw en su álbum de 2008 Pajama day (Días de pijama).
- Realizada por Diana Krall en We All Love Ella: Celebrating The First Lady Of Song (Todos amamos a Ella: Celebrando a la primera dama de la Canción), un tributo a Ella Fitzgerald.[2]
- La banda alemana de power metal Blind Guardian realizó una versión heavy metal en su sencillo "Another Stranger Me".
- El músico gótico Rozz Williams realizó una versión en vivo de la canción; una grabación que apareció en su álbum en directo Accept the Gift of Sin (Acepta el regalo del pecado).
- La banda de rock americano My Morning Jacket realizó la canción en 2004 para Early Recordings: Chapter 2: Learning (Grabaciones tempranas: Capítulo 2, Aprendiendo), una compilación.
- Burgess Meredith la cantó como canción de cuna de una chica para su abuelo en la secuela de 1995 Grumpier Old Men (Viejo gruñón).
- Fue utilizada como título del Episodio 54 del programa de televisión de CW Supernatural.
- Es el nombre de la tercera edición de Sandman, el libro de cómics creado por Neil Gaiman.
- Realizada en vivo por She & Him (Ella & él, Zooey Deschanel y M. Ward).
- La banda de Baltimore Cowboy Amnesia tocó la canción con un arreglo surf rock.
- Jimmy Demers tocó la canción en su álbum debut Dream A Little (2008) (Sueña un poco).
- Fue utilizada como título de los episodios 79 y 80 de la serie de ABC Grey's Anatomy (Anatomía de Grace).
- Grabada por Nicole Atkins en su álbum 2008 Nicole Atkins Digs Other People's Songs (Nicole Atkins extrae canciones de otras personas).
- Un cover de la versión de  Cass Elliot apareció en Top of the Pops, Volume 2 (Los mejores de Pop).
- El compositor y pianista coreano Yiruma (이루마) ejecutó esta canción en su segundo álbum First Love: Piano Collection" (Primer amor, colección de piano; 2001).
- Realizado por Ms. Piggy en la atracción Jim Henson's Muppet*Vision 3D (Los muppet de Jim Henson, Vision 3D).
- Grabada por Mark Weber para su álbum 2008 de jazz-pop, When I Fall In Love (Cuando me enamoro).
- Glee utilizó esta canción en " Dream On" por Kevin McHale.
- En 2009, Andy Bell y Blair MacKichan editaron una versión como regalo vía internet para los miembros del club de fanes de Erasure.
- Eddie Vedder en su álbum en solitario Ukulele Songs.
- The Courteeners lo incluyó como el lado b de "No You Didn't, No You Don't"
- Los cantantes Robbie Williams y Lily Allen la versionaron en el disco del cantante británico Swings Both Ways (2013)
- También cantada por la famosa cantante Hondureña Nahomy Gallegos, dio inicio su carrera en solitario. Vendiendo 1,000,000 de copias.
- En 2008 Max Raabe und das Palast Orchester incluyeron una versión en su disco "Heute nacht oder nie"
- La cantante española Ana Belén incluyó en 1988 una versión de la canción, titulada Sueño en gris, en su disco A la sombra de un león.
- En 2020, Nicole Kidman la versionó en la serie de televisión The Undoing.